# Terapija s svetlobo
Terapija s svetlobo ali fototerapija je zdravilska metoda (nekatera področja zdravljenja so tudi del uradne medicine, npr. zdravljenje luskavice, ikterusa), pri kateri se za zdravljenje uporablja svetloba. Zdravljenje temelji na nadzorovanem načinu izpostavljanja telesa dnevni svetlobi ali svetlobi določene valovne dolžine. Izpostavljenost traja določen čas, terapija pa je najuspešnejša v predpisanem delu dneva (običajno zjutraj).
Svetlobo za namen zdravljenja s fototerapijo lahko tvorimo z laserji, svetlečimi diodami, fluorestenčnimi žarnicami, dikromatskimi lučmi ali z zelo svetlimi lučmi s celotnim spektrom svetlobe.

## Zgodovina
Začetki terapije s svetlobo segajo v zgodnja leta 20.stoletja, ko so odkrili vpliv spojin, aktiviranih s pomočjo svetlobe, na preživetje celic. Uporaba fototerapije za namen zdravljenja na ljudeh se je pričela relativno pozno: v 60ih in 70ih letih 20. stoletja. Prve klinične študije so bile narejene šele v 80. letih in sovpadajo s proizvodnjo svetlobnih virov za zdravljenje in uspešnimi poskusi sintez spojin, ki povzročajo fotosenzibilnost.

## Uporaba
Terapija s svetlobo se uporablja za zdravljenje kožnih bolezni (npr. aken, luskavice, ikterusa novorojenčkov, celjenja ran, opeklin, brazgotin, herpes simplex virusa 1) - svetloba je usmerjena na površino kožo - in zdravljenja motenj cirkadianega ritma, motenj spanja in nespečnosti, kronične utrujenosti, sezonskih motenj razpoloženja, nesezonskih depresijah, Parkinsonovi bolezni, Alzheimerjevi bolezni ... - snop svetlobe je smerjen v oko.

### Kožne bolezni

#### Akne
Sončno UV sevanje je za zdravljenje aken bolj učinkovito od umetnega UV sevanja. Sončno UV sevanje deluje antibakterijsko, zato izboljša stanje aknaste kože. Obenem povzroča druge poškodbe na koži, zato ni primerno za dolgotrajno terapijo.
Uporalja se veliko različnih laserskih terapij za zdravljenje aken. Rezulati študije so pokazali, da fototerapija malo zmanjša število aken, bolj pa omili njihovo klinično sliko. Stranski učinki so bili prehodni eritemi kože in purpura. Študija zaključuje, da je fototerapija varna in učinkovita metoda za zdravljenje aken. Učinek zdravljenja je bil najbolj očiten pri pacientih z najhujšo obliko bolezni.
V drugi študiji, ki povzema rezultate raziskav v letih 2007−2009, o učinkovitosti zdravljenja aken z različnimi metodami, glede fototerapije zaključujejo, da ne more biti splošno uveljavljena metoda za zdravljenje aken. Omejitev fototerapije je povnetna pigmentiranost kože, visoka cena zdravljenja in odsotnost dolgotrajnega učinka.
Rezultati študije so pokazali, da je terapija s svetlobo za zdravljenje aken bolj učinkovita kot terapija z dibenzilnim peroksidom. Pri terapiji s svetlobo se je stanje aknaste kože po 3 mesecih redne uporabe izboljšalo v 67-80%. Terapija s svetlobo naj bi povzroča tudi manj neželenih stranskih učinkov.

#### Luskavicainedem
Luskavica je lokalno vnetje kože. Vzrok zanjo je oslabljen imunski sistem. Terapija s svetlobo okrepi oslabljen imunski sistem in zmanjša vnetje. Za  zdravljenje se uporablja UVA valovnih dolžin 315-400 nm ali UVB 280-315 nm. Namesto UVB celotnega spektra je bolj priporočljivo uporabiti UVB ožjega spektra okoli 310 nm. UVA v kombinaciji z zdravili za peroralno uporabo se imenuje PUVA terapija.

#### Herpes simplex virus 1
V študiji, v kateri so raziskovali vplih fototerapije v kombinaciji z 5-aminolevulinsko kislino-inducirani porfirini na virus herpes simplex 1 (HSV-1), so potrdili, da kombinacija prej omenjenih metod inhibira HSV-1.

#### Porjavitev
Porjavitev povzročajo UVA in UVB žarki.

#### Celjenje ran
Fototerapija se uporablja za pospešeno regeneracijo tkiva. V ta namen se uporablja že skoraj 40 let, kljub temu da učinkovitost zdravljenja na ljudeh ostaja vprašljiva. 
V raziskavi, ki povzema rezultate študij v letih 2000−2007 o vplivu fototerapije na hitrejšo regeneracijo tkiva, so zaključili, da je fototerapija sicer učinkovita metoda za pospešitev regeneracije tkiva, vendar to dokazuje več raziskav, opravljenih na živalih, kot na ljudeh.

### Motnje razpoloženja in spanja

#### Svetlobne škatle
Svetlobne škatle se uporabljajo pri svetlobni terapiji za uravnavanje sinteze melatonina in uravnavanje ciradianega ritma. V svetlobnih škatlah lahko dosežemo osvetlitev v jakosti 10000 lux. V njih vir svetlobe oddaja svetlobo v predpisani razdalji znotraj perifernega vidnega polja uporabnika.

#### Sezonsko povzročena motnja razpoloženja
Za blaženje simptomov sezonsko povzročene motnje razpoloženja ("seasonal affective disorder = SAD")  je najprimernejša terapija s sončno svetlobo. Učinkovita je tudi terapija s svetlobnimi škatlami. Rezultati kliničnih študij glede uspešnosti zdravljenja niso jasni, zato FDA terapije s stetlobo za zdravljenje simptomov omenjene motnje ni odobrila. Terapija je kljub temu ena izmed najpogosteje uporabljenih terapij za blaženje simptomov omenjene motnje.
Pri pacientih s SAD so bile opažene anomalije pri občutljivosti mrežnice na svetlobo. V študiji so za  oceno anomalij SAD uporabili ERG (elektroretinogram). Pred izvajanjem terapije s svetlobo so bolnikom s SAD in zdravim ljudem posneli ERG. Pri bolnikih s SAD so na ERG opazili nižjo maksimalno amplitudo čepkov in nižjo občutljivost paličic v primerjavi z zdravimi ljudmi. Po štiritedenski terapiji s svetlobo sta se oba parametra normalizirala. V raziskavi so zaključili,da se pri bolnikih s SAD v primerjavi z zdravimi ljudmi pozimi spremenijo vrednosti ERG: nižja občutljivost paličic in nižja maksimalna amplituda čepkov. Po štiritedenski fototerapiji in med poletjem se te vrednosti noralizirajo.
Rezultate je potrdila tudi študija, pri kateri so ugotavljaji učinkovitost trapije s svetlobo na bolnike s SAD v svetlobni sobi ("light room") v primerjavi z zdravimi ljudmi (pri 50% bolnikov je prišlo do izboljšanja).
V članku »Je terapija s svetlo svetlobo učinkovita za lajšanje simptomov depresije pri odraslih s SAD?« (iz scirus.com) so s pomočjo že izdelanih študij dobljenih v podatkovni zbirki Medline in CINAHL skušali ugotoviti ali je terapija s svetlo svetlobo učinkovita pri zmanjševanju depresivnih simptomov pri sezonsko povzročeni motnji razpoloženja (SAD) pri odraslih. Našli so 2 uporabna članka. V prvem izbranem članku so ugotavljali učinkovitost  bele LED Litebook naprave (white LED device), ki seva svetlobo krajših valovnih dolžin pri terapiji zimske oblike SAD. Razdelili so izbrane bolnike v kontrolno- placebo skupino (dali so jim negativni ionski generator) in v aktivno-zdravljeno skupino (dali so jim LED svetlobno škatlo z 1350 lux na razdalji 20 inčev). Študija je zaključila, da LED Litebook naprava, uporabljana 30 minut na dan po 4 tednih signifikantno zmanjšuje depresivne simptome, toda dognanje je treba jemati z rezervo, saj je bila študija izvedena na majhnem številu ljudi, kratek čas, uporabljali so samo subjektivne ocenitve stranskih učinkov. Problematični so tudi placebo pogoji, saj pacienti v aktivni skupini vidijo, da so izpostavljeni svetlobi, kontrolna skupina, ki so ji dali ionski generator pa ne čuti ali ne sliši nobenega oddajanja iz naprave. Vse to lahko vodi v napako, ki jo povzročijo pacienti, ki predvidijo ali so v aktivni ali placebo skupini in pričakujejo kakšen naj bi bil efekt. 
Drugi izbrani članek pa je prav tako kot osnovni pregled literature, ki razisjuje učinkovitost zdravljenja s svetlobo pri motnjah razpoloženja vključno s SAD. Rezultati so pokazali signifikantno razliko med aktivno in placebo skupino pri zmanjšanju depresivnih simptomnov SAD po terapiji s svetlobo. V vseh študijah so kot pogoje za aktivno skupino izbrali svetlo belo svetlobo, medtem ko pogoji za placebo skupino niso bili enotni in so vključevali uporabo rdeče svetlobe, inaktivirane negativne ionske generatorje, rumeno svetlobo.... Spet se pokaže problem izbire pogojev za placebo skupino. Izkazalo se je tudi, da je terapija s svetlo svetlobo učinkovitejša, kadar je uporabljana v jutranjih urah (6-9h) kot pa opoldne (12-14h) ali zvečer (16 30- 18 30h) 
Težko je enakovredno interpretirati različne študije, saj ne uporabljajo enotnih sprejetih terapevtskih pogojev za terapijo s svetlobo. Za določitev stranskih učinkov in oceno varnosti terapije s svetlobo, bi morali opraviti nadaljnjje raziskave. Tudi podatki o stranskih učinkih pri dolgotrajnejši uporabi niso še znani, zato je treba terapijo vseeno uporabljati previdno. 
Študije so potrdile večjo učinkovitost terapije s svetlobo pri zmanjševanju depresivnih simptomov pri odraslih v aktivni skupini kot v placebo skupini, vendar ne moremo postaviti trdnih znanstvenih zaključkov glede optimalnega trajanja in intenzitete terapije.

#### Nesezonska depresija
Terapija s svetlo svetlobo ponuja majhen, vendar obetajoč antidepresivni učinek. Ta je najbolj opazen v 1.tednu zdravljenja. Neželen stranski učinek je lahko hipomanija.

#### Nosečniška depresija
Terapija s svetlo svetlobo je nova metoda v psihiatriji. Predlagana je bila za zdravljenje depresije med nosečnostjo. V raziskavi je terapija, ki je obsegala eno uro izpostavljenosti svetlobni jakosti 5000 lux, pokazala izboljšanje depresivnega stanja. Antidepresivni učinek so ocenjevali po 2. in 4. tednu terapije. Depresivno stanje se je izboljšalo za 33% (po 2. tednu) in 55% (po 4. tednu). Neželenih stranskih učinkov ni bilo. V raziskavi zaključujejo, da je terapija s svetlo svetlobo učinkovita in varna metoda za zdravljenje depresije med nosečnostjo.

### Ikterusnovorojenčkov
Terapija s svetlobo se uporablja za zdravljenje zletenice novorojenčkov. Med fototerapijo se bilirubin pretvori v izomer, ki se lahko izloči z blatom ali urinom.

### Parkinsonova bolezen
V raziskavi so ugotavljali učinke terapije s svetlo svetlobo na motorično aktivnost, depresijo in motnje spanja pri bolnikih s Parkinsonovo boleznijo. Bolniki so prejemali terapijo zjutraj, 15 dni zapored. Jakost svetlobe je bila 7500 lux, placebo skupina pa je prejemala svetlobo jakosti 950 lux. Rezultati so pokazali veliko izboljšanje tresavice in depresije pri bolnikih, ki so jih zdravili s terapijo s svetlo svetlobo jakosti 7500 lux v primerjavi s placebo skupino, in majhno izboljšanje ostalih simptomov Parkinsonove bolezni. Bolniki so terapijo dobro prenašali.

### Alzheimerjeva bolezen
Pri hospitaliziranih bolnikih z Alzheimerjevo boleznijo je moten cirkadiani ritem zaradi pomanjkanja svetlobe v bolnišničnih prostorih. Namen raziskave je bil ugotoviti učinkovitost terapije s svetlo svetlobo na zmanjšanje motenj cirkadianega ritma. Terapija s svetlo svetlobo se je izvajala zjutraj. Testirano skupino so zdravili z jakostjo svetlobe 2500 lux, kontrolno skupino pa z običajno jakostjo svetlobe v prostorih (150-200 lux). Rezultati raziskav so pokazali izboljšanje motenj cirkadianega ritma le pri Alzheimerjevih bolnikih s hudimi motnjami cirkadianega ritma.

### Zdravljenje infekcije s Helicobacter pyroli z vijolično svetlobo v želodcu
V kontrolirani pilotni študiji na 18 odraslih osebah okuženih s Helicobacter pyroli so ugotavljali ali je fototerapija v želodcu z vijolično svetlobo lahko alternativni pristop za zatiranje infekcije s Helicobacter pyroli. Helicobacter pyroli inficifa mukozno plast v želodcu in povzroča peptične ulkuse in adenokarcinome. Konvencionalno zdravljenje poteka s kombinacijo antibiotikov in inhibitorjev protonske črpalke in ima tudi stranske učinke, nezadostno komplianco in uspešnost zatrtja bakterij med 72 in 95%.Včasih se pojavlja tudi rezistenca, zato iščejo alternativne pristope za zdravljenje. In vitro so pokazali, da je Helicobacter pyroli občutljiv na izpostavljanje zmerni intenziteti vijolične (405 nm) svetlobe. Ugotovili so, da Helicobacter pyroli naravno akumulira signifikantne količine fotoaktivnih porfirinov, ki naredijo organizem dovzeten za inaktivacijo s svetlobo.Pri študiji so uporabili 12W 408 nm vijolično svetlobo in novo napravo, ki omogoča osvetlitev celotnega želodca. Vir svetlobe je bil sestavljen iz laserskih diod in difuznih vlaken. Izvajali so tudi študijo varnosti na živalih preden so trerapijo aplicirali na ljudi.To je prvo poročilo, ki je pokazalo, da je lahko celoten želodec varno obsevan z vijolično svetlobo. Kvantitativno so ocenjevali število bakterij (CFU/mg) iz biopsij antruma, telesa in fundusa želodca pred in po obsevanju. Zmanjšanje št. bakterij pred in po obsevanju je bilo signifikantno za antrum in telo želodca, ne pa tudi za fundus. Največji antibakterijski efekt je bil opažen v antrumu (uničeno 97,7% bakterij). Predvidevajo, da zato, ker je prišlo več svetlobe v distalne regije (antrum) kot v proksimalne dele (telo, fundus) ali pa so bakterije v antrumu bolj dostopne svetlobi zaradi anatomskih razlik v delih želodca ali pa so bakterije bolj občutljive v antrumu (več porfirinov). Poleg biopsij so izvajali tudi neinvazivne ureazne teste z izdihanim zrakom (13C UBT). Rezultati teh testov pa so bili podobni pred in po terapiji. Kazali so na repopularizacijo bakterij in neuspešnost terapije. Tudi povezava med povečevanjem časa izpostavljenosti svetlobi in redukcijo bakterij ni bila opažena. To je bilo presenetljivo, saj so v prejšnjih študijah ugotovili močno povezavo med časom izpostavitve bakterij in vitro in zmanjšanjem št. Bakterij z modro svetlobo. Predvidevajo, da je lahko več populacij bakterij in ene živijo bolj na površini in so laže dostopne svetlobikot druge populacije, ki živijo globlje  v mukozni plasti in so zato manj dostopne svetlobi- čeprav dlje obsevamo, jih ne pobijemo.Problemi terapije so: neenakomerna osvetlitev želodca, hitra bakterijska razrast po zdravljenju- preprečitev možna z antibiotiki ter potencialna nevarnost so na svetlobo dporni sevi.Terapija je obetajoča, potrebne pa so še nadaljnje raziskave in izboljšave. 49</ref> referenca je iz Pubmed

## Varnost
UV svetloba povzroča napredujoče poškodbe na koži, ker poškoduje genski material, kolagen, vitamina A in E in poveča nastajanje prostih radikalov. Sodobne fototerapevstske luči ne oddajajo UV svetlobe, zato velja terapija s svetlobo za varno in učinkovito metodo zdravljenja.
Terapija s svetlobo lahko poveča sintezo testosterona, luteinizirajočega hormona, estradiola, folikl stimulirajočega hormona.
Terapija s svetlobo ni primerna metoda zdravljenja pri bolnikih s porfirijo, pri naslednjih težavah/boleznih pa je potreben dodaten nadzor med zdravljenjem:
- težave z očmi[26],
- nagnjenost k maniji,
- večja občutljivosti kože na svetlobo,
- sočasno uživanje zdravil, ki povzročajo fotosenzibilnost (npr. šentjanževka)[26],
- uživanje metotreksata.

Samozdravljenje se odsvetuje.

## Neželeni stranski učinki
Neželeni stranski učinki so redki. Po terapiji se lahko pojavijo glavobol, slabost, težave s spanjem, draženje kože. Navedeni neželeni stranski učinki z dolgotrajno terapijo običajno postopoma izzvenijo.